# São Jorge do Ivaí
São Jorge do Ivaí est une municipalité brésilienne située dans l'État du Paraná.